# Saison 23 d'Alerte Cobra
Chronologie
Saison 22 Saison 24
Cet article présente le guide des épisodes la vingt-troisième saison de la série télévisée Alerte Cobra.

## Distribution

### Acteurs principaux
- Erdoğan Atalay : Sami Gerçan (inspecteur)
- Gedeon Burkhard : Chris Ritter (inspecteur)

### Acteurs récurrents
- Charlotte Schwab : Anna Angalbert (chef de service)
- Daniela Wutte : Susanne König (secrétaire)
- Dietmar Huhn : Henri Granberger (brigadier)
- Gottfried Vollmer : Boris Bonrath (brigadier)
- Siggi H : Siggi Müller (brigadier)
- Niels Kurvin : Armand Freund (police scientifique)
- Kerstin Thielemann : Isolde Maria Schrankmann (procureure générale)
- Carina Wiese : Andréa Gerçan (femme de Sami)

## Diffusion
En Allemagne, la saison a été diffusée du 13 mars 2008 au 24 avril 2008, sur RTL Television.
En France, la saison a été diffusée du 27 mai 2009 au 7 octobre 2009 sur TMC. À noter que TMC a diffusé le premier épisode avant la fin de la diffusion de la saison 22.

## Épisodes

### Épisode 1:Peur sur la ville
- Allemagne : 13 mars 2008 sur RTL Television
- France : 27 mai 2009 sur TMC

### Épisode 2:Le collecteurouLourdes dettes
- Allemagne : 20 mars 2008 sur RTL Television
- France : 9 septembre 2009 sur TMC

### Épisode 3:RécidiveouErreur de jeunesse
- Allemagne : 27 mars 2008 sur RTL Television
- France : 16 septembre 2009 sur TMC

### Épisode 4:Comme chien et chatouUn cœur à prendre
- Allemagne : 3 avril 2008 sur RTL Television
- France : 23 septembre 2009 sur TMC

### Épisode 5:La grande escroquerie
- Allemagne : 10 avril 2008 sur RTL Television
- France : 30 septembre 2009 sur TMC

### Épisode 6:Le projet ExodusouExodus
- Allemagne : 17 avril 2008 sur RTL Television
- France : 30 septembre 2009 sur TMC

### Épisode 7:Retrouvailles
- Allemagne : 24 avril 2008 sur RTL Television
- France : 7 octobre 2009 sur TMC

Au cours d'un contrôle de routine sur une aire d'autoroute, Chris et Sami sont amenés à vérifier le chargement d'une camionnette qui a attiré leur attention. Alors qu'ils contrôlent le véhicule, la police fédérale intervient, et la camionnette prend la fuite. Il s'ensuit une course poursuite sur l'autoroute dans laquelle 2 des 3 occupants de la camionnette décèdent. Leur complice parvient cependant à fuir. 
Il est ensuite révélé que les deux inspecteurs ont involontairement perturbé une opération de surveillance réalisée par la police fédérale, qui cherche à rassembler des preuves contre Sander Kalvus, un trafiquant de drogue néerlandais particulièrement dangereux. La police fédérale refusant leur aide dans cette affaire, Sami et Chris décident de mener leur propre enquête. 
En remontant la piste de Kalvus, Chris a la surprise de retrouver Tanja Brand, une de ses anciennes collègues. Celle-ci enquête sous couverture au sein de l'organisation criminelle de Kalvus pour le faire tomber. Mais alors que les deux inspecteurs se retrouvent, Kalvus interrompt les retrouvailles, suspectant Tanja d'être une taupe. 